# Coenomyia maculata
Coenomyia maculata är en tvåvingeart som beskrevs av Yang och Akira Nagatomi 1994. Coenomyia maculata ingår i släktet Coenomyia och familjen vedflugor.
Artens utbredningsområde är Fujian (Kina). Inga underarter finns listade i Catalogue of Life.